# فورسيس

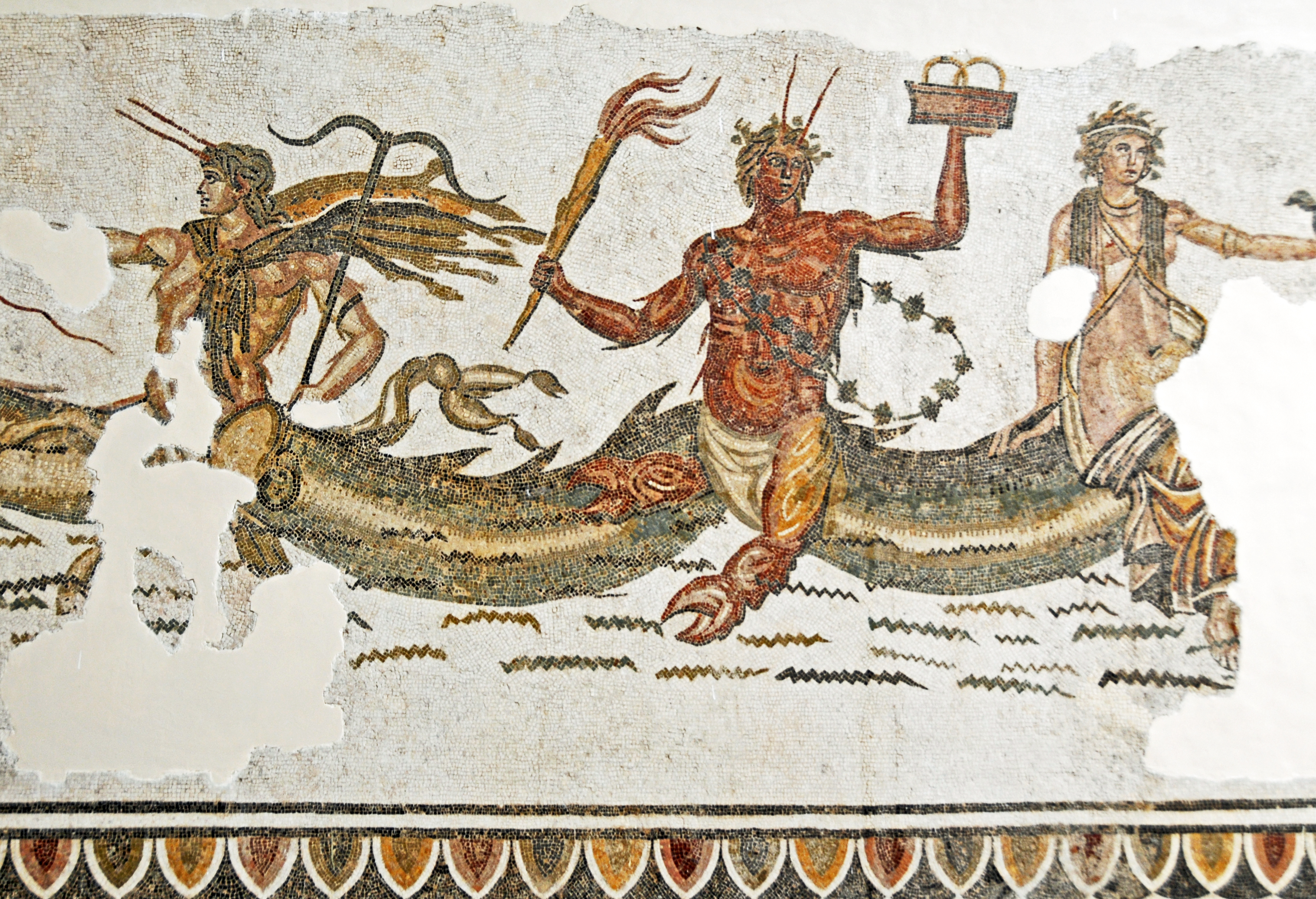
فوركيس

فورسيس (باليونانية: Φόρκυς)‏ هو إله الأخطار المخفية في الميثولوجيا الاغريقية وهو ابن بونتوس وغايا وحسب المعتقد الأورفي هو شقيق كرونوس وريا وزوجته هي كيتو إلهة النهر وقد كان له عدة بنات منها بنات غورغون وإيخندا ولادون وتوسا.